# بنای طاهر حطر
بنای طاهر حطر مربوط به دوره صفوی است و در شهرستان نور، بخش بلده، دهستان شیخ فضل‌الله، روستای حطر واقع شده و این اثر در تاریخ ۲۶ اسفند ۱۳۸۶ با شمارهٔ ثبت ۲۱۹۵۳ به‌عنوان یکی از آثار ملی ایران به ثبت رسیده است.